# Буттиджич, Антон
Антон Буттиджич (мальт. Anton Buttigieg; 19 февраля 1912, о. Гоцо — 5 мая 1983) — мальтийский государственный деятель и поэт, Президент Мальты (1976—1981).

## Биография
Антон Буттиджич получил образование в Университете Мальты, став бакалавром искусств в 1934 году и доктором права в 1940 году. Был три раза женат. Две его супруги умерли во время брака, переживание этой трагедии стало одним из мотивов лирики Буттиджича. От первого брака у Буттиджича осталось трое детей. Начинал свою карьеру как адвокат. Во время Второй мировой войны Буттиджич служил инспектором полиции. Позже был судебным репортёром в газете «Times of Malta», а потом перешёл на редакторскую работу в «The Voice of Malta», где оставался до 1970 года.

## Политическая карьера
Начал политическую карьеру в 1955 году, избравшись в Палату представителей Мальты от Лейбористской партии. С этого времени он неизменно оставался депутатом всех созывов мальтийского парламента, вплоть до своего добровольного выхода из депутатского корпуса в 1976 году. Буттиджич являлся активным членом Лейбористской партии, недолгое время был её председателем в 1959—1961 годах, а в 1962—1976 годах — заместителем лидера партии. Являлся активным борцом за независимость Мальты, был делегатом Конституционной конференции в Лондоне в 1958—1964 годах.

## Государственная карьера
Заместитель премьер-министра и министр юстиции Мальты в 1971—1976 годах. Президент Мальты в 1976—1981 годах.

## Поэтическое творчество
Буттиджич выпустил целый ряд поэтических сборников. Он писал как лирические стихи, так и хайку и танки. Его творчество было удостоено нескольких международных и мальтийских литературных премий.